# François Audigier
Pour les articles homonymes, voir Audigier.
 (août 2015).
Si vous disposez d'ouvrages ou d'articles de référence ou si vous connaissez des sites web de qualité traitant du thème abordé ici, merci de compléter l'article en donnant les références utiles à sa vérifiabilité et en les liant à la section « Notes et références ».
François Audigier, né le 24 septembre 1969, est un historien français.

## Biographie
Ancien élève de l'École normale supérieure de Fontenay/Saint-Cloud (1990 L), agrégé d'histoire (1993), il a préparé sa thèse comme allocataire moniteur normalien (AMN) de l'université de Nancy-II, puis comme ATER à Bordeaux III. Il a été par la suite PRAG à l'Institut universitaire de formation des maîtres de Polynésie française. Après sa soutenance, en 1999, il enseigne dans le secondaire (lycée Mangin en Moselle) puis devient maître de conférences en histoire contemporaine à l'Université de Nancy-II. Il a enseigné également en tant que maître de conférences à l'IEP de Paris.
Il est spécialiste du gaullisme, et plus particulièrement des jeunesses gaullistes (organisation de jeunesse du RPF, Union des jeunes pour le progrès (UJP), Union nationale interuniversitaire (UNI). Il a écrit plusieurs articles sur l'évolution politique de l'outre-mer. Il a rédigé un ouvrage sur le Service d'action civique (SAC, le sulfureux service d'ordre gaulliste des années 1960 et 1970) et s'intéresse depuis quelques années aux thèmes de la violence politique et de l'influence politique. Il défend la thèse de l'existence dans les années 68 d'un « gaullisme d'ordre » construit en réaction aux événements de mai et engagé contre la « subversion marxiste » dans les cercles du pouvoir mais aussi au sein de la société civile. Il s'intéresse au renouvellement de l'histoire des partis politiques en abordant ces derniers au travers d'angles divers (apprentissage, génération, réseaux, communication). Il a codirigé plusieurs numéros de revues universitaires (Vingtième Siècle, Parlement, Histoire @ Politique).
Il a fait partie de l'ANR Gaulhore (Gaullisme, hommes et réseaux), pilotée par Bernard Lachaise, et a codirigé deux séminaires (Fondation Charles de Gaulle et IHTP-CHSP) sur le personnel gaulliste et les partis politiques. En décembre 2013, il a soutenu à Bordeaux 3 une HDR parrainée par Bernard Lachaise et intitulée Une contribution à l'histoire du gaullisme militant de la IVe et Ve République, avec comme mémoire inédit une étude sur La violence politique et sa gestion militante en France, une étude de cas : les services d'ordre gaullistes de 1947 à 1968, du modèle militaire au modèle policier. Depuis 2014, il est Professeur des Universités en histoire contemporaine à l'Université de Lorraine (site Metz).

## Publications

### Ouvrages
- L'Union des jeunes pour le progrès, une école de formation politique, thèse de doctorat en histoire dirigée par Gilles Le Béguec, université de Paris-X-Nanterre ; version éditée : Génération gaulliste. L'Union des jeunes pour le progrès, une école de formation politique, Presses universitaires de Nancy, 2005.
- Histoire du S.A.C. : la part d'ombre du gaullisme, Paris, Stock, 2003, 521 p. (ISBN 978-2-234-05629-9, OCLC 417344444).
- François Mitterrand, éd. Nouveau monde, les petits illustrés, 2005.
- Les prétoriens du général : gaullisme et violence politique de 1947 à 1959, Rennes, Presses universitaires de Rennes, coll. « Histoire. Histoire politique de la France au XXe siècle », 2018, 387 p. (ISBN 978-2-7535-7543-1, présentation en ligne).
- Histoire du SAC : Les gaullistes de choc, 1958-1969, Paris, Perrin, 2021, 368 p. (ISBN 978-2-262-07574-3, BNF 46812987).

### Direction d'ouvrages
- François Audigier (dir.) et Frédéric Schwindt (dir.) (préf. Alain Larcan), Gaullisme et gaullistes dans la France de l'Est sous la IVe République, Rennes, Presses universitaires de Rennes, coll. « Histoire », 2009, 421 p. (ISBN 978-2-7535-0847-7, présentation en ligne), [présentation en ligne].
- François Audigier (dir.), Bernard Lachaise (dir.) et Sébastien Laurent (dir.), Les gaullistes : hommes et réseaux, Paris, Nouveau Monde Éditions, 2013, 603 p. (ISBN 978-2-36583-374-5, présentation en ligne), [présentation en ligne].
- Avec David Colon et Frédéric Fogacci, Les partis politiques, nouveaux regards. Une contribution au renouvellement de l'histoire des partis, Peter Lang, 2012.
- Avec François Cochet, Bernard Lachaise et Maurice Vaïsse, Pierre Messmer, au croisement du militaire, du colonial et du politique, Riveneuve éditions, 2012.
- Avec Pascal Girard, Se battre pour ses idées, la violence militante en France, des années 1920 aux années 1970, Riveneuve éditions, 2011.
- François Audigier (dir.), Histoire des services d'ordre en France du XIXe siècle à nos jours, Paris, Riveneuve éditions, coll. « Violences et radicalités militantes », 2017, 263 p. (ISBN 978-2-36013-433-5).
- Avec Julie d’Andurain, François Cochet et Jean-Noel Grandhomme (dir.), La France, les Français et les armes à feu de la Révolution à nos jours, Paris, Maisonneuve et Larose, 2018
- Avec Pascal Raggi (dir.), Les syndicats face à la violence militante des années 1980 à nos jours, Paris, Riveneuve, 2018.
- Avec Isabelle Sommier et Xavier Crettiez (dir.), Violences politiques en France, Paris, Sciences Po Les Presses, 2021
- Avec Jean-Noël Grandhomme (dir.) et Jean Lamarre (dir.), Identités nationales et identités régionales dans l’espace de la francophonie européenne et nord-américaine des années 1960 à nos jours, Montréal, Presses de l’Université Laval, 2022.
- Avec Philippe Buton et Renaud Meltz (dir.), Quitter la politique, Fins de carrière politique en France (20e-21e siècle), Nancy, EDUL, 2024, 215 p  (ISBN 978-2-38451-098-6)